# Dario Del Fabro
Dario Del Fabro (Alghero, 24 maart 1995) is een Italiaans voetballer die bij voorkeur als centrale verdediger speelt. Hij stroomde in 2012 door vanuit de jeugdopleiding van Cagliari. Dat verhuurde Del Fabro gedurende het seizoen 2014-2015 aan Leeds United, dat daarbij een optie tot koop bedong.

## Clubcarrière
Del Fabro komt uit de jeugdopleiding van Cagliari. In juli 2012 werd hij bij het eerste elftal gehaald. Hij debuteerde voor Cagliari in de Coppa Italia op 5 december 2012 tegen Pescara. Hij speelde de volledige wedstrijd. Op 21 december 2012 maakte Del Fabro zijn competitiedebuut tegen Juventus. Hij viel na 67 minuten in voor aanvaller Marco Sau.

## Interlandcarrière
Del Fabro kwam uit voor diverse Italiaanse jeugdelftallen. Hij debuteerde in 2013 in Italië -19.
1 Meslier ·
2 Bogle ·
3 Firpo ·
4 Ampadu  ·
5 Struijk ·
6 Rodon ·
7 James ·
8 Rothwell ·
9 Bamford ·
10 Piroe ·
11 Aaronson ·
14 Solomon ·
17 Ramazani ·
19 Joseph ·
21 Cairns ·
22 Tanaka ·
23 Guilavogui ·
25 Byram ·
26 Darlow ·
29 Gnonto ·
30 Gelhardt ·
33 Schmidt ·
37 Debayo ·
39 Wöber ·
42 Chambers ·
44 Groejev ·
50 Crew ·
Coach: Farke